# Jo Bonner
Josiah Robins (Jo) Bonner, Jr. (ur. 19 listopada 1959) – amerykański polityk, członek Partii Republikańskiej. W latach 2003–2013 był przedstawicielem pierwszego okręgu wyborczego w stanie Alabama w Izbie Reprezentantów Stanów Zjednoczonych.